# Экберг, Ульф
Ульф Гуннар Экберг (швед. Ulf Gunnar Ekberg; 6 декабря 1970, Гётеборг, Швеция) — шведский музыкант, является одним из основателей шведской поп-группы Ace of Base вместе с Йонасом Берггреном, Линн Берггрен и Йенни Берггрен.

## Личная жизнь
С 1994 по 2000 год Экберг встречался со шведской моделью и актрисой Эммой Сьёберг. До лета 2010 года он проживал в Лондоне. В настоящее время Экберг живёт в Стокгольме со своей подругой Йоханной Айбар. У пары трое детей: Вигго, Винсент и Валентина.

## Вклад в группу Ace of Base

### Речитатив
Его голос можно услышать в следующих песнях:
- «All That She Wants»
- «Wheel of Fortune»
- «Living in Danger»
- «My Mind»
- «Happy Nation»
- «Don’t Turn Around»
- «Waiting for Magic»
- «Fashion Party»
- «Münchhausen (Just Chaos)»
- «Hear Me Calling»
- «Perfect World»
- «I Pray»
- «Change With the Light»
- «Mr. Replay»

### Автор и продюсер
Он написал и спродюсировал следующие песни:
- «All That She Wants» (вместе с Йонасом Берггреном)
- «Young and Proud» (вместе с Йонасом Берггреном)
- «Wheel of Fortune» (вместе с Йонасом Берггреном)
- «Dancer in Daydream» (вместе с Йонасом Берггреном)
- «My Mind» (вместе с Йонасом Берггреном)
- «Münchhausen (Just Chaos)» (вместе с Йонасом Берггреном)
- «Happy Nation» (вместе с Йонасом Берггреном)
- «Voulez-Vous Danser» (вместе с Йонасом Берггреном)
- «Waiting for Magic» (вместе с Йонасом Берггреном)
- «Living in Danger» (вместе с Йонасом Берггреном)
- «Hear Me Calling» (вместе с Йонасом Берггреном, Линн Берггрен и Йенни Берггрен)
- «Que Sera» (вместе с StoneStream и Джоном Баллардом)
- «Perfect World» (вместе с StoneStream и Джоном Баллардом)
- «Edge of Heaven» (вместе с StoneStream и Джоном Баллардом)
- «I Pray» (вместе с Джоном Баллардом)
- «Don’t Go Away» (вместе с Джоном Баллардом)
- «Mecry, mercy» (вместе с Джоном Баллардом) (B-side)
- «Love In December» (вместе с Йонасом Берггреном, Линн Берггрен и Йенни Берггрен)
- «Change With the Light» (вместе с Йонасом Берггреном, Линн Берггрен и Йенни Берггрен)
- «Blah, Blah, Blah on the Radio» (вместе с Йонасом Берггреном)
- «Southern California» (вместе с Йонасом Берггреном)
- «Told My Ma» (вместе с Йонасом Берггреном)
- «Black Sea» (вместе с Йонасом Берггреном)
- «One Day» (вместе с Йонасом Берггреном)
- «Precious» (вместе с Йонасом Берггреном)
- «Vision in Blue» (вместе с Йонасом Берггреном)
- «Who am I» (вместе с Йонасом Берггреном)
- «Doreen» (вместе с Йонасом Берггреном)
- «All For You» (вместе с Йонасом Берггреном и Йонасом Саедом[англ.])
- «The Golden Ratio» (вместе с Йонасом Берггреном и Йонасом Саедом)
- «Mr. Replay» (вместе с Йонасом Берггреном, Ари Лехтоненом и Д. Мааси)